# كريستوفر فيلبس
كريستوفر فيلبس (بالإنجليزية: Christopher Phelps)‏ هو مؤرخ أمريكي، ولد في 1965.